# 処遇改善請求
処遇改善請求（しょぐうかいぜんせいきゅう）とは、精神病院入院中の患者またはその保護者が、入院中の処遇を不服として、都道府県知事に対して、精神科病院の管理者に、その患者の処遇を改善させるように命じるよう請求する制度である（精神保健福祉法38条の4）。
隔離や身体拘束の中止のほか、閉鎖病棟から開放病棟への転棟を求めることなどが想定されている。電話の制限や携帯電話の所持禁止、金銭や私物所持の制限、禁止などを緩和する請求なども、この状況の適用がありうるところである。退院請求と同様に、措置入院や緊急措置入院、応急入院、医療保護入院の患者が行うことが想定されているが、任意入院でも請求できる。なお、医療観察法の入院は、この制度の対象外である。